# 十月初五的月光 (2021年電視劇)
《十月初五的月光》（英語：A Love of No Words），為香港電視廣播有限公司拍攝製作的時裝親情愛情電視劇，翻拍自2000年同名無綫劇集《十月初五的月光》，由米雪、胡鴻鈞、何依婷及羅天宇領銜主演，並由石修、姚嘉妮、郭子豪、海俊傑、林穎彤、蔚雨芯、伍富橋、林偉、康華、鄺潔楹及李龍基聯合演出，監製陳志江。

此劇是無綫電視邁向55週年四部台慶劇之一。為TVB New Wings Limited第七部推出的劇集，由“CowEasy雲端企業管理”贊助。台灣OTT平台LiTV 線上影視、 myVideo 於2021年11月23日起同步上架。

## 演員表

### 朱家
| 演員                    | 角色     | 暱稱／關係 |
| 米 雪                   | 朱莎嬌   | Q姨 過氣夜總會歌手 朱莎莎、萬朱莎華之母 文初之養母 萬沛堅、祝君好、萬沛琪之外婆 金勝之繼外婆 全海景之紅顏知己 多年來與幼女因當年成全長女和祝展輝之戀情而有隔閡 於第19集被確診腦退化症 於第20集之兩年後已記憶嚴重變差，最後記得君好 2000年版由薛家燕飾演，為萬朱莎華之姊 |
| 鄭 寶（童年）           | 朱莎莎   | 朱莎嬌之長女 祝展輝之舊情人 祝君好之母 萬朱莎華之孿生姐姐 萬沛堅、萬沛琪之姨母 萬世光之大姨子 1979年出生 多年前為成全祝展輝到外國進修而狠心分手，誕下祝君好後難產逝世 本劇原創角色 |
| 何依婷 （分飾）         | 朱莎莎   | 朱莎嬌之長女 祝展輝之舊情人 祝君好之母 萬朱莎華之孿生姐姐 萬沛堅、萬沛琪之姨母 萬世光之大姨子 1979年出生 多年前為成全祝展輝到外國進修而狠心分手，誕下祝君好後難產逝世 本劇原創角色 |
| 鄭 貝（童年）           | 萬朱莎華 | 朱莎嬌之幼女 朱莎莎之孿生妹妹 萬世光之妻，與其育有一子一女 1979年出生 參見萬家 2000年版由陳曼娜飾演，為朱莎嬌之妹 |
| 何依婷（青年） （分飾） | 萬朱莎華 | 朱莎嬌之幼女 朱莎莎之孿生妹妹 萬世光之妻，與其育有一子一女 1979年出生 參見萬家 2000年版由陳曼娜飾演，為朱莎嬌之妹 |
| 姚嘉妮                  | 萬朱莎華 | 朱莎嬌之幼女 朱莎莎之孿生妹妹 萬世光之妻，與其育有一子一女 1979年出生 參見萬家 2000年版由陳曼娜飾演，為朱莎嬌之妹 |
| 胡鴻鈞                  | 文 初    | 初哥哥 朱莎嬌之養子 山度士、文貴芳之子 祝君好之義兄 司徒禮信、金勝、汪海琳、江依文、萬沛堅之好友 童年時被其母強灌漂白水而變成啞巴 於第13集重遇其母後首次能開聲說話，卻發現其母假裝相認 於第15集預備向君好表白，但被發現確診咽喉癌 於第16集切除腫瘤手術成功後，卻不能開聲說話 2000年版由張智霖飾演                                                                                        |
| 何依婷                  | 祝君好   | 朱莎嬌之外孫女 祝展輝、朱莎莎之女 文初之義妹 萬世光、萬朱莎華之姨甥女 祝健康同父異母之姊 萬沛堅之表妹 萬沛琪之表姐，被其針對 馬冰心之繼女 江依文、汪海琳、金勝之好友 被金勝暗戀 恐同，曾反對司徒禮信追求文初 於第16集被家人隱瞞文初病情而選擇與司徒禮信旅遊並正式發展 於第20集憶起是被文初救回，發現最愛文初 於第16集成為司徒禮信之女友，於第20集分手 2000年版由佘詩曼飾演，為朱莎嬌之女 |

### 萬家
| 演員                    | 角色     | 暱稱／關係 |
| 容天佑（青年）          | 萬世光   | 萬生 萬華盛世集團主席 萬朱莎華之夫，與其互相利用，後離婚 金勝之生父，已反目 萬沛堅、萬沛琪之父 萬家威之二叔 朱莎嬌之女婿 祝君好之姨丈 黎松柏之生意拍檔，後為親家，後被騙 有不少外遇，如Candy，當年也包括金素英 於第15集假意認回金勝為其子，但實為利用他 於第18集為保護妻子而斬傷胸部，間接令二人關係和好 於第20集與萬朱莎華離婚並把一切送給萬朱莎華後離開 2000年版由劉丹飾演 |
| 林 偉                   | 萬世光   | 萬生 萬華盛世集團主席 萬朱莎華之夫，與其互相利用，後離婚 金勝之生父，已反目 萬沛堅、萬沛琪之父 萬家威之二叔 朱莎嬌之女婿 祝君好之姨丈 黎松柏之生意拍檔，後為親家，後被騙 有不少外遇，如Candy，當年也包括金素英 於第15集假意認回金勝為其子，但實為利用他 於第18集為保護妻子而斬傷胸部，間接令二人關係和好 於第20集與萬朱莎華離婚並把一切送給萬朱莎華後離開 2000年版由劉丹飾演 |
| 何依婷（青年） （分飾） | 萬朱莎華 | 萬太 萬華盛世集團副主席 萬世光之妻，與其互相利用，後離婚 萬沛堅、萬沛琪之母，後與萬沛堅反目 朱莎嬌之幼女 朱莎莎之孿生妹妹 祝君好之姨 祝展輝之舊情人，仍未忘情 萬家威之二嬸 金勝之名義上繼母，與其針鋒相對 一直覺得其母偏心其姊而與其有隔膜並針對其姨甥女祝君好，於第20集發現母親一直在意自己後解開心結並向母親道歉 重遇祝展輝後企圖使計親近對方，被其拒絕後反目 於第20集與萬世光離婚並接手萬世光的一切，但至此失去所有家人 口頭禪：「我萬朱莎華就最講道理！」 2000年版由陳曼娜飾演 |
| 姚嘉妮                  | 萬朱莎華 | 萬太 萬華盛世集團副主席 萬世光之妻，與其互相利用，後離婚 萬沛堅、萬沛琪之母，後與萬沛堅反目 朱莎嬌之幼女 朱莎莎之孿生妹妹 祝君好之姨 祝展輝之舊情人，仍未忘情 萬家威之二嬸 金勝之名義上繼母，與其針鋒相對 一直覺得其母偏心其姊而與其有隔膜並針對其姨甥女祝君好，於第20集發現母親一直在意自己後解開心結並向母親道歉 重遇祝展輝後企圖使計親近對方，被其拒絕後反目 於第20集與萬世光離婚並接手萬世光的一切，但至此失去所有家人 口頭禪：「我萬朱莎華就最講道理！」 2000年版由陳曼娜飾演 |
| 劉宸熙（童年）          | 金 勝    | 酒吧睇場 萬世光、金素英之子 萬沛堅、萬沛琪同父異母之兄，與萬沛琪針鋒相對 萬家威之堂兄，與其針鋒相對 江依文之男友，後分手 祝君好、文初、汪海琳之好友 為私生子，不被父親承認，並與其不和 因暗戀祝君好而與江依文分手 於第2集登場 於第17集發現其父假意與其和好來利用自己 於第18集受波哥指示襲擊其父，但失敗逃走 於第19集聽祝君好的勸告去自首 於第20集之兩年後出獄 2000年版由唐文龍飾演                                                                                                 |
| 郭子豪                  | 金 勝    | 酒吧睇場 萬世光、金素英之子 萬沛堅、萬沛琪同父異母之兄，與萬沛琪針鋒相對 萬家威之堂兄，與其針鋒相對 江依文之男友，後分手 祝君好、文初、汪海琳之好友 為私生子，不被父親承認，並與其不和 因暗戀祝君好而與江依文分手 於第2集登場 於第17集發現其父假意與其和好來利用自己 於第18集受波哥指示襲擊其父，但失敗逃走 於第19集聽祝君好的勸告去自首 於第20集之兩年後出獄 2000年版由唐文龍飾演                                                                                                 |
| 伍富橋                  | 萬沛堅   | 萬世光、萬朱莎華之長子，後與萬朱莎華反目 萬沛琪之兄 朱莎嬌之外孫子 祝君好之表哥 金勝同父異母之弟 萬家威之堂兄 汪海琳之男友，後分手 黎曼玲之政治婚姻對象，後被安排離婚 被父母安排進行政治婚姻 於第12集預備與汪海琳結婚，卻被騙娶黎曼玲 於第18集與黎曼玲離婚 於第20集決定脫離萬家成為普通的上班族，卻尚未與汪海琳再發展 2000年版由鄧浩光飾演 |
| 鄺潔楹                  | 萬沛琪   | 萬世光、萬朱莎華之女 萬沛堅之妹 朱莎嬌之外孫女 祝君好之表妹兼情敵 金勝同父異母之妹 萬家威之堂姐 司徒禮信之好友，並痴戀其 針對金勝、祝君好、文初、汪海琳、江依文 於第18集為保護其母被斬傷面部留有疤痕 於第19集跟祝君好爭執後情緒失控，繼而衝出馬路被車撞死 2000年版為男性角色，由劉永健飾演 |
| 董敬文                  | 萬家威   | 阿威、威少 萬世光、萬朱莎華之侄子 金勝、萬沛堅、萬沛琪之堂弟，與金勝不和 於第2集登場 於第9集成江依文新男友，但一直只視其為妓女，後反目分手 本劇原創角色，定位為2000年版之萬沛祺 |
| 陳俊堅                  | 阿 武    | 萬家跟班（第2－3、5、12、17－19集） |
| 黃耀煌                  | 阿 勇    | 萬家跟班（第3、5、12、17－19集） |
| 林惜貞                  | 歡 姐    | 萬家管家（第4、10－12、19集） 2000年版由馮素波飾演 |

### 祝家
| 演員           | 角色   | 暱稱／關係 |
| 余德丞（青年） | 祝展輝 | 有機食品公司「營品貿易」老闆 馬冰心之夫 祝君好、祝健康之父 朱莎莎、萬朱莎華之前男友 司徒禮信之世叔伯 多年來一直不知女兒存在，直至回來香港不久後才相認 於第20集之兩年後期間與家人一同返回加拿大 2000年版由郭鋒飾演 （余德丞（青年）為特別演出） |
| 海俊傑         | 祝展輝 | 有機食品公司「營品貿易」老闆 馬冰心之夫 祝君好、祝健康之父 朱莎莎、萬朱莎華之前男友 司徒禮信之世叔伯 多年來一直不知女兒存在，直至回來香港不久後才相認 於第20集之兩年後期間與家人一同返回加拿大 2000年版由郭鋒飾演 （余德丞（青年）為特別演出） |
| 康 華          | 馬冰心 | 祝展輝之妻 祝健康之母 祝君好之名義上繼母 司徒家之外國鄰居 回港不久後發現丈夫有私生女而關係一度轉差 於第7集登場 於第20集之兩年後期間與家人一同返回加拿大 2000年版由陳嘉儀飾演                                                                   |
| 熊倬樂         | 祝健康 | 康康 祝展輝、馬冰心之子 祝君好同父異母之弟 於第7集登場 於第20集之兩年後期間與家人一同返回加拿大 2000年版由成展權飾演 |

### 司徒家
| 演員           | 角色     | 暱稱／關係 |
| 黃子雄         | 司徒平   | 加拿大籍華人 阿慧之夫 司徒禮信、杰仔之父 於第7集登場 於第9集返回加拿大 |
| 樊亦敏         | 阿 慧    | 加拿大籍華人 司徒平之妻 司徒禮信、杰仔之母 因幼子杰仔之死而患有抑鬱病並疏離長子禮信 於第7集登場 於第8集與禮信解開心結 於第9集返回加拿大                                                                             |
| 鄭佑男（童年） | 司徒禮信 | Nickson、禮信 萬華盛世城市規劃師 司徒平、阿慧之長子 仔之兄 祝展輝之世侄 文初、祝君好等之好友 萬沛琪之好友，被其暗戀 於第2集登場 於第9集向祝君好表白 於第16集成為祝君好之男友，於第20集分手 2000年版由馬浚偉飾演 |
| 羅天宇         | 司徒禮信 | Nickson、禮信 萬華盛世城市規劃師 司徒平、阿慧之長子 仔之兄 祝展輝之世侄 文初、祝君好等之好友 萬沛琪之好友，被其暗戀 於第2集登場 於第9集向祝君好表白 於第16集成為祝君好之男友，於第20集分手 2000年版由馬浚偉飾演 |
| 鄭卓男         | 仔       | 司徒平、阿慧之幼子 司徒禮信之弟 童年時遇溺去世 2000年版亦提及司徒禮信有一亡弟，但未有詳細交代 |

### 全家
| 演員   | 角色   | 暱稱／關係 |
| 石 修  | 全海景 | 海景叔 海景號海味店老闆 朱莎嬌之多年老友 全古東之父 阿麗之家翁 賢仔之爺爺 年輕時曾經風光，卻疏忽妻兒導致關係疏離 因1998年金融風暴而從酒樓東主轉型海味店老闆 2000年版由顏國樑飾演 |
| 朱滙林 | 全古東 | 阿東 裝修公司老闆 全海景之子，與其關係冷漠，最後和好 阿麗之夫 賢仔之父 於第4集登場 於第20集之兩年後期間與父親關係轉好並助其打理海味店 2000年版由凌子軒飾演                       |
| 趙璧渝 | 阿 麗  | 全海景之媳婦 全古東之妻 賢仔之母 於第4集登場 |
|        | 賢 仔  | 全海景之孫子 全古東、阿麗之子 於第4集登場 |

### 汪家
| 演員   | 角色   | 暱稱／關係 |
| 李龍基 | 汪 洋  | 老洋、洋叔 生蠔養殖場老闆 唐美鳳之夫 汪海琳之父 2000年版由谷峰飾演 |
| 劉桂芳 | 唐美鳳 | 鳳姨 生蠔養殖場老闆娘 汪洋之妻 汪海琳之母 2000年版由余慕蓮飾演 |
| 林穎彤 | 汪海琳 | 蠔豉妹 汪洋、唐美鳳之女 萬沛堅之女友，後分手 祝君好、江依文之好姊妹 文初、金勝、司徒禮信之好友 被萬朱莎華及萬沛琪針對 於第12集預備與萬沛堅結婚，卻被萬朱莎華拆散 於第20集之兩年後期間尚未與萬沛堅再發展 2000年版由汪琳飾演 |

### 其他演員
| 演員           | 角色   | 暱稱／關係 |
| 蔚雨芯         | 江依文 | 酒吧拳手 胡桃之外孫女 祝君好、汪海琳之好姊妹 先後為金勝和萬家威之女友 於第8集與金勝反目後成萬家威女友 於第17集因幫助金勝而與萬家威反目 2000年版由姚樂怡飾演                   |
| 莊思明（青年） | 文貴芳 | 阿芳 文初之親母 山度士之前女友 才哥之未婚妻 多年前向其子灌漂白水令其變啞並拋棄其 於第13集回港偶遇其子，假裝被其感動後便離港 2000年版由方伊琪飾演 （莊思明（青年）為特別演出） |
| 楊玉梅         | 文貴芳 | 阿芳 文初之親母 山度士之前女友 才哥之未婚妻 多年前向其子灌漂白水令其變啞並拋棄其 於第13集回港偶遇其子，假裝被其感動後便離港 2000年版由方伊琪飾演 （莊思明（青年）為特別演出） |
| 阮嘉敏         | 黎曼玲 | Tina 黎松柏之女 萬沛堅之政治婚姻對象 因生意利益而嫁入萬家，但對萬沛堅毫無感覺 於第10集登場 於第12集與萬沛堅結婚 於第18集與萬沛堅離婚 2000年版由姚啟善飾演                     |
| 吳瑞庭         | 黎松柏 | 黎曼玲之父 萬世光之生意拍檔 與萬家因生意利益而成為親家，但在背後想騙對方投資 於第10集登場 於第17集被萬朱莎華邀請合作欺騙萬世光，但最後被對方發現 2000年版由蔡國慶飾演         |
| 何偉業         | 黎 記  | 黎記冰室老闆 朱莎嬌、全海景、汪洋夫婦之好友街坊 文初之兼職僱主 |
| 楊柳青         | Fanny  | 健身教練 萬朱莎華之好友 於第6集登場 屬本劇重新製作角色，參考2000年版馬冰心之妹（由馮曉文飾演）                                                                                |
| 王俊棠         | 波 哥  | 金勝之老大 萬世光之競爭對手 因停車場被萬世光手下縱火而派其手下追斬萬家眾人，後被捕（第13、17集）                                                                              |
| 嘉 駿          | 榮 哥  | 不忿村民（第2－3集） |
| 焦浩軒         | Ray    | 酒保（第2、5、7－9、11－13、16－17集） |
| 黃嘉雯         | 儀護士 | 腫瘤科護士（第16－17集） |
| 莊思敏         | 金 太  | 闊太（第2集） |
| 馮素波         | 胡 桃  | 江依文之外婆 雙眼失明，居於安老院 於第20集登場 2000年版為江依文之母，由馬海倫飾演                                                                                             |
| 張頴康         | 山度士 | 文初之親父 文貴芳之前男友 多年前拋棄女友和親子 2000年版由李國麟飾演 （特別演出）                                                                                              |
| 黃嘉樂         | Robin  | 餐廳主廚兼老闆（第2集） （特別演出） |
| 李國麟         |        | 診所顧客（第16集） （特別演出） |
| 丁子朗         | 阿 誠  | IT男（第17集） （特別演出） |
| 劉佩玥         |        | 司徒禮信之女友（第20集） （特別演出） |
| 莫偉文         | 順 叔  | 海景號夥記 全海景之員工 2000年版由魯振順飾演 |
| 文雅           | 金素英 | 金勝之亡母 萬世光之亡情婦，比萬朱莎華更早認識對方 當年因欠債而希望萬世光幫忙，因卻被拒而跳樓自殺身亡 2000年版由康華飾演                                                       |
| 鄧永健         |        | 男客人（第1集） |
| 邵卓堯         |        | 豆腐花店老闆（第1、14集） |
| 區軒瑋         |        | 書店老闆（第1集） |
| 胡美貽         |        | 看護（第1集） |
| 魏惠文         |        | 經理（第1集） |
| 關浩揚         |        | 控制員（第1集） |
| 鍾志光         |        | 客人（第1集） |
| 莫家淦         |        | 髮型師（第1集） |
| 明德豐         |        | 醫生（第1集） |
| 曾玉娟         |        | 女客人（第1集） |
| 楊家寶         |        | 記者（第2－3、5、11集） |
| 譚坤倫         |        | 追數男（第2集） |
| 朱樂洺         |        | 酒客（第2集） |
| 楊證樺         | 立 叔  | 立記單車店老闆（第2集） |
| 吳紫韻         | Vicky  | 萬華盛世接待員（第2、4－5集） |
| 李啟傑         |        | 藥房老闆（第2集） |
| 譚亦峻         |        | 小朋友（第2集） |
| 洪慧娟         |        | 母親（第2集） |
| 林子超         | Martin | 萬沛琪之損友（第3、5、19集） |
| 章景恆         | George | 萬沛琪之損友（第3、5、19集） |
| 張詩欣         | Tracy  | 萬沛琪之損友（第3、9、19集） |
| 鄧伊婷         | Elaine | 萬華盛世秘書（第3、5、18－19集） |
| 吳香倫         | 娟 姐  | 流浮山街坊（第3、10、16集） |
| 霍健邦         | 霖 哥  | 環保回收村民（第3集） |
| 朱斐斐         |        | 記者（第3、5集） |
| 邵展鵬         |        | 記者（第3、5、11集） |
| 徐貫國         | 祥 哥  | 五金鋪老闆（第3集） |
| 黃志榮         |        | 村長（第3集） |
| 陳潁熙         | Candy  | 萬世光之𡃁模情婦（第4－5、12集） |
| 許思敏         | 群 姐  | 保安（第6集） |
| 孟希璘         |        | 義工（第7集） |
| 黃美棋         |        | 香水店售貨員（第7集） |
| 李芷晴         |        | 香水店售貨員（第7集） |
| 趙樂賢         | 波欖成 | 外圍波債主（第8集） |
| 張子           |        | 營地導師（第8集） |
| 林可悅         |        | 售貨員（第8集） |
| 黃潤成         |        | 男酒客（第8集） |
| 鄭衍峰         |        | 宅男賣家（第8集） |
| 馮康寧         | 陳老闆 | 合作夥伴（第8集） |
| 鄧美欣         |        | 售貨員（第9集） |
| 姚宏遠         | 男經理 | 黎曼玲之情人（第10集） 2000年版同性質角色由嚴文軒飾演 |
| 譚焯升         |        | 排隊男（第10集） |
| 陳苑澄         |        | 排隊男友人（第10集） |
| 關偉倫         | 周老闆 | 中山廚房老闆（第10集） 2000年版同性質角色由黃天鐸飾演 |
| 蕭文諾         |        | 中山廚房夥記（第10集） |
| 陳靖雲         |        | 情侶（第11集） |
| 廖家爵         |        | 情侶（第11集） |
| 吳珮如         | Ada    | 萬朱莎華之下屬（第11、15集） |
| 黃根鳴         | 神父   | 主持萬沛堅黎曼玲結婚儀式（第12集） |
| 吳綺珊         |        | 婚紗店店員（第12集） |
| 鄭毅邦         | 才 哥  | 馬來西亞富翁 文貴芳之未婚夫（第13集） 2000年版由張英才飾演 |
| 祝文君         | Mary   | 文貴芳之好姊妹（第13集） 2000年版由李麗麗飾演 |
| 扶天恩         |        | 啤酒妹（第13集） |
| 鄒兆霆         | 龍     | 波哥之手下 受指使縱火後被捕（第13、17－18集） |
| 司徒暉         | 標     | 波哥之手下 受指使縱火後被捕（第13、17－18集） |
| 程浩駿         |        | 爆肌男（第13集） |
| 曾海昌         |        | 便衣警員（第13集） |
| 王致狄         | 明醫生 | 住診醫生（第14－15集） |
| 潘梓鋒         | 盧守仁 | Bryan 精神科醫生 司徒禮信之大學師兄（第14－15集） 2000年版由鄺佐輝飾演 |
| 鬼 塚          | 王醫師 | 中醫師（第14－15集） |
| 容羨媛         |        | 精神料診所護士（第14－15集） |
| 周嘉全         |        | 大牌檔夥計（第15集） |
| 梁皓楷         |        | 棉花糖檔主（第15、19集） |
| 陳婉衡         |        | 啤酒妹（第16集） |
| 秦啟維         |        | 腫瘤科醫生（第16集） |
| 姚亦澧         |        | 急症室醫生（第16、19集） |
| 劉天龍         |        | 胸肺科診所醫生（第16集） |
| 梁雯蔚         |        | 胸肺科診所護士（第16集） |
| 丁樂鍶         |        | 公立醫院護士（第16集） |
| 吳天兒         |        | 公立醫院護士（第16集） |
| 衛志豪         | 潘 生  | 裝修判頭（第17－18集） |
| 江富強         | 強 哥  | 大牌檔老闆（第17集） |
| 曾健明         | 周老闆 | 合作夥伴（第17集） |
| 蕭麗芠         |        | 護士（第18集） |
| 王鎮泉         |        | 醫生（第18集） |
| 楊依依         |        | 婆婆（第19集） |
| 倪嘉雯         |        | 儀姑娘之友人（第20集） |
| 繆家慶         |        | 儀姑娘之友人（第20集） |
| 王 菲          |        | 護士（第20集） |
| 徐遇安         |        | 村長（第20集） |
| 吳超榮         | Leslie | 儀姑娘之夫（第20集） |

## 與2000年版不同之處
- 2000年版的拍攝地點及故事背景為澳門十月初五日街，本版受疫情影響改為香港元朗流浮山。
- 2000年版中萬朱莎華為朱莎嬌之胞妹，本版則改為朱莎嬌之幼女。
- 2000年版中祝君好為朱莎嬌之女，本版則改為其外孫女，但劇中祝君好並不稱呼朱莎嬌為外婆。
- 2000年版中並無朱莎莎、萬家威角色，本版為原創角色。
- 2000年版中文初最終恢復說話能力，本版中文初只短暫恢復說話能力，最終因患癌並接受手術後永久喪失說話能力。
- 2000年版中萬沛祺為男性角色，本版中則是女性角色，並且名字裡的「祺」改為女性名字中常用的「琪」。
- 2000年版中祝君好最終與司徒禮信結為夫婦並育有一子一女，本版中祝君好則最終選擇文初。
- 2000年版中萬沛堅跟萬沛祺在車禍中身亡，本版中萬沛堅則是健在，只有萬沛琪同樣因車禍而身亡。
- 2000年版中汪海琳與萬沛堅最終和好、復合，惜因萬沛堅車禍身亡而無法發展，本版中汪海琳最終未有與萬沛堅復合。
- 2000年版中胡桃為江依文之母，本版則改為江依文的外祖母，並且戲份大幅減少，僅客串最尾一集。
- 2000年版中全海景因癌症逝世，本版中全海景則是健在。
- 2000年版中全古東為金勝手下，後因斬傷金勝而被捕，本版中全古東為正當人家、有家室，與金勝並無交集、互動。
- 2000年版和本版中全海景和徐來順關係上皆是老闆和伙計，本版中徐來順戲份大幅減少，並且沒有2000年版中說話舉止女性化的元素。
- 2000年版和本版中文貴芳皆給予文初假的外國地址，本版中被文初得知真相，2000年版中則不知道。
- 2000年版中萬朱莎華因痛失兩個愛子而變瘋癲，後與萬世光隱居，本版中萬朱莎華沒有變瘋癲，後與萬世光離婚，並接管公司，使其上市。
- 2000年版中萬家發生巨變後，萬世光邀請金勝接管萬家生意被拒絕，本版中萬世光為求目的刻意以父子情接近金勝，後金勝揭破真相後徹底反目，甚至參與針對萬家的仇殺活動。
- 2000年版結局中朱莎嬌與文初共同生活，本版朱莎嬌與文初結局中最初亦共同生活，但朱莎嬌因腦退化症日益嚴重，記憶變差，於是居住在療養院中，全海景每日都前來探望。

## 日後影響
2023年，當電視台開拍《新聞女王》時，監製特意安排「小君好」何依婷與「大君好」佘詩曼回到現代「重逢」，在劇集中飾演新聞台上司下屬關係。宣傳劇集時，佘詩曼特別提攜後輩何依婷。

## 收視
本劇於香港無綫電視翡翠台直播收視之紀錄：
| 週次 | 集數   | 日期                           | 直播收視 | 備註                                              |
| 1    | 01－05 | 2021年11月22日－2021年11月26日 | 19.5點   | 第1集直播收視為22.2點 第1集七天跨平台總收視23.5點 |
| 2    | 06－10 | 2021年11月29日－2021年12月3日  | 19.3點   |                                                   |
| 3    | 11－15 | 2021年12月6日－2021年12月10日  | 20.0點   |                                                   |
| 4    | 16－20 | 2021年12月13日－2021年12月17日 | 20.6點   |                                                   |
| 全劇 | 全劇   | 全劇                           | 19.8點   |                                                   |

## 歌曲
| 主唱                   | 歌曲                       | 作曲        | 填詞   | 編曲   | 監製           |
| 胡鴻鈞                 | 祝君好（主題曲）           | Cho Kyu Man | 周禮茂 | 張瑞成 | 蘇道哲         |
| 胡鴻鈞、何依婷、羅天宇 | 祝君好（合唱版）（片尾曲） | Cho Kyu Man | 周禮茂 | 張瑞成 | 蘇道哲、劉易昇 |
| 米雪                   | 荷花香（插曲）             | 王粤生      | 唐滌生 | —      | —              |

## 獎項及提名

### 萬千星輝頒獎典禮2021
| 年份   | 獎項                      | 單位                                     | 結果     |
| ------ | ------------------------- | ---------------------------------------- | -------- |
| 2021年 | 最佳劇集                  | 《十月初五的月光》                       | 最後十強 |
| 2021年 | 馬來西亞最喜愛TVB電視劇集 | 《十月初五的月光》                       | 提名     |
| 2021年 | 最佳男主角                | 胡鴻鈞                                   | 最後十強 |
| 2021年 | 最佳男主角                | 羅天宇                                   | 提名     |
| 2021年 | 馬來西亞最喜愛TVB男主角   | 胡鴻鈞                                   | 提名     |
| 2021年 | 馬來西亞最喜愛TVB男主角   | 羅天宇                                   | 提名     |
| 2021年 | 最佳女主角                | 米 雪                                    | 提名     |
| 2021年 | 最佳女主角                | 何依婷                                   | 提名     |
| 2021年 | 馬來西亞最喜愛TVB女主角   | 米 雪                                    | 提名     |
| 2021年 | 馬來西亞最喜愛TVB女主角   | 何依婷                                   | 提名     |
| 2021年 | 最受歡迎電視男角色        | 文 初（胡鴻鈞 飾）                       | 最後五強 |
| 2021年 | 最受歡迎電視男角色        | 司徒禮信（羅天宇 飾）                    | 提名     |
| 2021年 | 最受歡迎電視男角色        | 全海景（石 修飾）                        | 提名     |
| 2021年 | 最受歡迎電視女角色        | 朱莎嬌（米 雪 飾）                       | 提名     |
| 2021年 | 最受歡迎電視女角色        | 祝君好（何依婷 飾）                      | 提名     |
| 2021年 | 最佳男配角                | 石 修                                    | 提名     |
| 2021年 | 最佳男配角                | 海俊傑                                   | 提名     |
| 2021年 | 最佳女配角                | 姚嘉妮                                   | 最後十強 |
| 2021年 | 最佳女配角                | 康 華                                    | 提名     |
| 2021年 | 飛躍進步男藝員            | 郭子豪                                   | 提名     |
| 2021年 | 飛躍進步男藝員            | 羅天宇                                   | 獲獎     |
| 2021年 | 飛躍進步男藝員            | 伍富橋                                   | 提名     |
| 2021年 | 飛躍進步男藝員            | 胡鴻鈞                                   | 最後五強 |
| 2021年 | 飛躍進步男藝員            | 余德丞                                   | 最後十強 |
| 2021年 | 飛躍進步女藝員            | 何依婷                                   | 最後十強 |
| 2021年 | 飛躍進步女藝員            | 鄺潔楹                                   | 最後十強 |
| 2021年 | 飛躍進步女藝員            | 林穎彤                                   | 提名     |
| 2021年 | 最受歡迎電視歌曲          | 祝君好（胡鴻鈞 主唱）                    | 最後五強 |
| 2021年 | 最受歡迎電視歌曲          | 荷花香（米 雪 主唱）                     | 提名     |
| 2021年 | 最受歡迎電視歌曲          | 祝君好（胡鴻鈞、羅天宇、何依婷合唱版本） | 提名     |
| 2021年 | 最受歡迎電視拍檔          | 胡鴻鈞、何依婷、羅天宇                   | 提名     |
| 2021年 | 最受歡迎電視拍檔          | 石 修、米 雪                             | 提名     |

## 外部連結
- 無線電視官方網頁 - 十月初五的月光 （页面存档备份，存于）
- 十月初五的月光 - TVBAnywhere 北美官方網站 （页面存档备份，存于）
- 《十月初五的月光》經典重塑 胡鴻鈞、何依婷演新版初哥哥、君好 （页面存档备份，存于）.TVB Weekly.2021-02-03
- 台慶劇《十月初五的月光》經典重現 照亮人心 （页面存档备份，存于）.TVB Weekly.2021-11-21
- 豆瓣电影上《十月初五的月光》的資料 （简体中文）

## 電視節目的變遷
| 香港 無綫電視翡翠台／ 澳門 TVB Anywhere翡翠台 星期一至五 20:30－21:30 | 香港 無綫電視翡翠台／ 澳門 TVB Anywhere翡翠台 星期一至五 20:30－21:30 | 香港 無綫電視翡翠台／ 澳門 TVB Anywhere翡翠台 星期一至五 20:30－21:30 |
| --------------------------------------------------------------------- | --------------------------------------------------------------------- | --------------------------------------------------------------------- |
|                                                                       | 十月初五的月光 （2021年11月22日－2021年12月17日）                     |                                                                       |
| 換命真相 （2021年10月18日－2021年11月20日）                           | 異搜店 （2021年12月20日－2022年1月14日）                              |                                                                       |

| 马来西亚 Astro AOD 星期一至五 20:30－21:30  | 马来西亚 Astro AOD 星期一至五 20:30－21:30        | 马来西亚 Astro AOD 星期一至五 20:30－21:30 |
| ------------------------------------------- | ------------------------------------------------- | ------------------------------------------ |
|                                             | 十月初五的月光 （2021年11月22日－2021年12月17日） |                                            |
| 換命真相 （2021年10月18日－2021年11月20日） | 異搜店 （2021年12月20日－2022年1月14日）          |                                            |

| 马来西亚、 菲律賓 翡翠台 星期一至五 20:30－21:30 | 马来西亚、 菲律賓 翡翠台 星期一至五 20:30－21:30  | 马来西亚、 菲律賓 翡翠台 星期一至五 20:30－21:30 |
| ------------------------------------------------ | ------------------------------------------------- | ------------------------------------------------ |
|                                                  | 十月初五的月光 （2021年11月22日－2021年12月17日） |                                                  |
| 換命真相 （2021年10月18日－2021年11月20日）      | 異搜店 （2021年12月20日－2022年1月14日）          |                                                  |

| 美国 TVB1 星期一至五 黃金劇場 東岸時間 20:00－21:00 | 美国 TVB1 星期一至五 黃金劇場 東岸時間 20:00－21:00 | 美国 TVB1 星期一至五 黃金劇場 東岸時間 20:00－21:00 |
| --------------------------------------------------- | --------------------------------------------------- | --------------------------------------------------- |
|                                                     | 十月初五的月光 （2021年11月22日－2021年12月17日）   |                                                     |
| 換命真相 （2021年10月18日－2021年11月21日）         | 異搜店 （2021年12月20日－2022年1月14日）            |                                                     |

| 美国 TVBJ1 星期一至五 黃金劇場 · 東岸時間 22:00－23:00 · 西岸時間 19:00－20:00 美国 TVBJ2 星期一至五 黃金劇場 西岸時間 22:00－23:00 | 美国 TVBJ1 星期一至五 黃金劇場 · 東岸時間 22:00－23:00 · 西岸時間 19:00－20:00 美国 TVBJ2 星期一至五 黃金劇場 西岸時間 22:00－23:00 | 美国 TVBJ1 星期一至五 黃金劇場 · 東岸時間 22:00－23:00 · 西岸時間 19:00－20:00 美国 TVBJ2 星期一至五 黃金劇場 西岸時間 22:00－23:00 |
| --- | --- | --- |
| | 十月初五的月光 (2022年9月14日－2022年10月12日)                                                                                      | |
| 把關者們 (2022年8月9日－2022年9月14日)                                                                                              | 愛上我的衰神 (2022年10月13日－2022年10月26日)                                                                                       | |

| 新加坡翡翠台 星期一至五 20:30－21:30        | 新加坡翡翠台 星期一至五 20:30－21:30              | 新加坡翡翠台 星期一至五 20:30－21:30 |
| ------------------------------------------- | ------------------------------------------------- | ------------------------------------ |
|                                             | 十月初五的月光 （2021年11月22日－2021年12月17日） |                                      |
| 換命真相 （2021年10月18日－2021年11月20日） | 異搜店 （2021年12月20日－2022年1月14日）          |                                      |

| 加拿大 新時代電視2高清台 西岸時間／溫哥華 星期一至五 16:30－17:30 | 加拿大 新時代電視2高清台 西岸時間／溫哥華 星期一至五 16:30－17:30 | 加拿大 新時代電視2高清台 西岸時間／溫哥華 星期一至五 16:30－17:30 |
| ----------------------------------------------------------------- | ----------------------------------------------------------------- | ----------------------------------------------------------------- |
|                                                                   | 十月初五的月光 （2021年11月22日－2021年12月17日）                 |                                                                   |
| 換命真相 （2021年10月18日－2021年11月20日）                       | 異搜店 （2021年12月20日－2022年1月14日）                          |                                                                   |
| 東岸時間／多倫多 星期一至五 19:30－20:30                          |                                                                   |                                                                   |
| 換命真相 （2021年10月18日－2021年11月20日）                       | 十月初五的月光 （2021年11月22日－2021年12月17日）                 | 異搜店 （2021年12月20日－2022年1月14日）                          |

| 澳洲 翡翠台 星期二至六 20:30－21:30         | 澳洲 翡翠台 星期二至六 20:30－21:30               | 澳洲 翡翠台 星期二至六 20:30－21:30 |
| ------------------------------------------- | ------------------------------------------------- | ----------------------------------- |
|                                             | 十月初五的月光 （2021年11月23日－2021年12月18日） |                                     |
| 換命真相 （2021年10月19日－2021年11月21日） | 異搜店 （2021年12月21日－2022年1月15日）          |                                     |

| 新加坡 HUB娛家戲劇台 星期一至五 19:00－20:00 | 新加坡 HUB娛家戲劇台 星期一至五 19:00－20:00    | 新加坡 HUB娛家戲劇台 星期一至五 19:00－20:00 |
| -------------------------------------------- | ----------------------------------------------- | -------------------------------------------- |
|                                              | 十月初五的月光 （2022年4月26日－2022年5月23日） |                                              |
| 換命真相 （2022年3月22日－2022年4月25日）    | 異搜店 （2022年5月24日－2022年6月20日）         |                                              |

| 马来西亚 八度空间 周末TVB 星期六和日 19:00 - 20:00 · （2022年11月19日，因播映第15届全国大选开票夜特备节目，暂停1天） · （2023年1月21日及1月22日，因播映新春特备节目，暂停2天） | 马来西亚 八度空间 周末TVB 星期六和日 19:00 - 20:00 · （2022年11月19日，因播映第15届全国大选开票夜特备节目，暂停1天） · （2023年1月21日及1月22日，因播映新春特备节目，暂停2天） | 马来西亚 八度空间 周末TVB 星期六和日 19:00 - 20:00 · （2022年11月19日，因播映第15届全国大选开票夜特备节目，暂停1天） · （2023年1月21日及1月22日，因播映新春特备节目，暂停2天） |
| --- | --- | --- |
| | 十月初五的月光 (2022年11月13日 — 2023年1月29日） | |
| 七公主 (2022年8月14日 — 2022年11月12日) | 我家无难事 (2023年2月4日—2023年4月29日) | |